# Cu cu diều hâu châu Phi
Cu cu diều hâu châu Phi, tên khoa học Aviceda cuculoides, là một loài chim trong họ Accipitridae. Chúng được Swainson phân loại vào năm 1837.